# Arts & Architecture

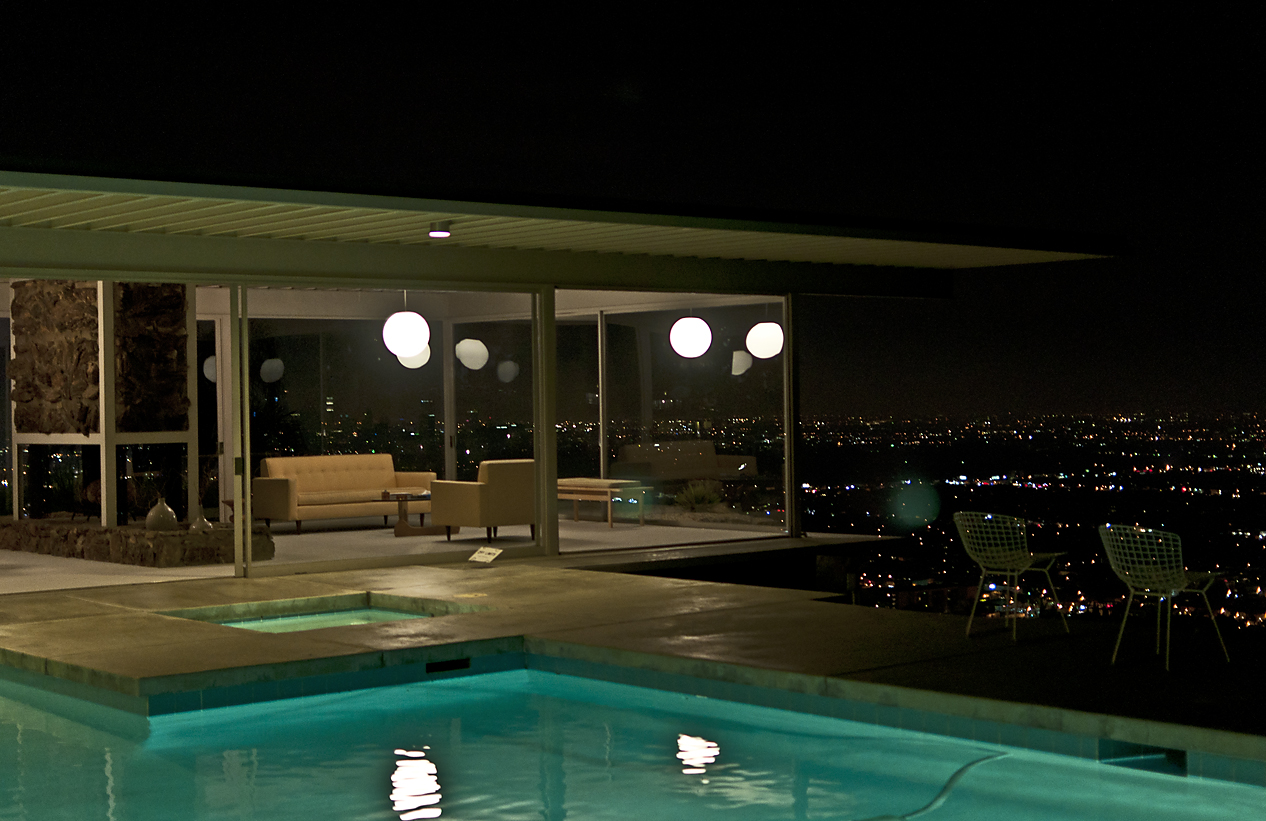
Case Study House 22 (5902490232)

Arts & Architecture (Arte y Arquitectura) (1929-1967) fue una revista estadounidense de diseño, arquitectura, paisaje y artes. Fue publicada y editada por John Entenza de 1938-1962 y por David Travers de 1962-1967. La revista juega un papel importante tanto en la cultura de Los Ángeles como en el desarrollo del modernismo de mediados del siglo XX de la Costa Oeste en general. Las importantes contribuciones culturales de la revista incluyen el patrocinio de las Case Study Houses un programa de diseño-construcción-publicación que revolucionó la construcción de casa unifamiliares a nivel mundial, orientando su construcción hacia parámetros de funcionalidad y encaje en el paisaje.

## Historia
Arte y Arquitectura (1940-1967), comenzó como California Arts & Architecture en 1929. Fue rediseñada bajo el liderazgo de Mark Daniels en 1936 y en 1940 John Entenza se convirtió en editor. Sus puntos de vista y liderazgo llevaron a "poner a California en el mapa cultural", a la creación de un impacto duradero en la historia cultural de Los Ángeles, California del Sur, la Costa Oeste, y los Estados Unidos, en el desarrollo del Modernismo Americano de mediados del siglo XX. De acuerdo con la publicación American Design in the Twentieth Century, Arts & Architecture "trata el gusto como un tema de debate crítico y mantiene una alta mentalidad de preocupación por la elevación de los estándares". Cuando se buscan ejemplos de ultramar, la revista miró a México más que a Europa. En 1962 Entenza renunció a dirigir la Graham Foundation, y la revista fue editada por David Travers hasta su cierre en 1967. Fue reiniciada en 1981-1985 bajo la dirección de Bárbara Goldstein.

## Arquitectos y diseñadores publicados
Arts & Architecture fue la primera revista americana en popularizar la obra de Richard Neutra, Hans Hofmann, Craig Ellwood, Rafael Soriano, Margaret DePatta, George Nakashima, Bernard Rosenthal, Charles Eames, Ray Eames, Thomas Church, Garrett Eckbo, Frank Lloyd Wright, Konrad Wachsmann, Robert Royston, Hans Hollein, Frank Gehry y muchos otros. También encarna los más altos estándares de diseño gráfico alcanzado por una revista estadounidense de arte de su tiempo, con el empleo de los talentos de diseñadores como Alvin Lustig, Herbert Matter, Juan Follis, y el fotógrafo Julius Shulman. La revista incluía artículos destacados de autores como la historiadora de la arquitectura Esther McCoy, Edgar Kaufmann Jr., Walter Gropius, Lewis Mumford y muchos más, que estaban profundamente involucrados en el movimiento moderno.

## Reimpresiones
La editorial Taschen ha publicado una edición facsímil de todos los números de la revista mensual de 1945 a 1954, con una introducción a cargo de David Travers. Está prevista también la publicación de los números de 1955 a 1967.

## Galería

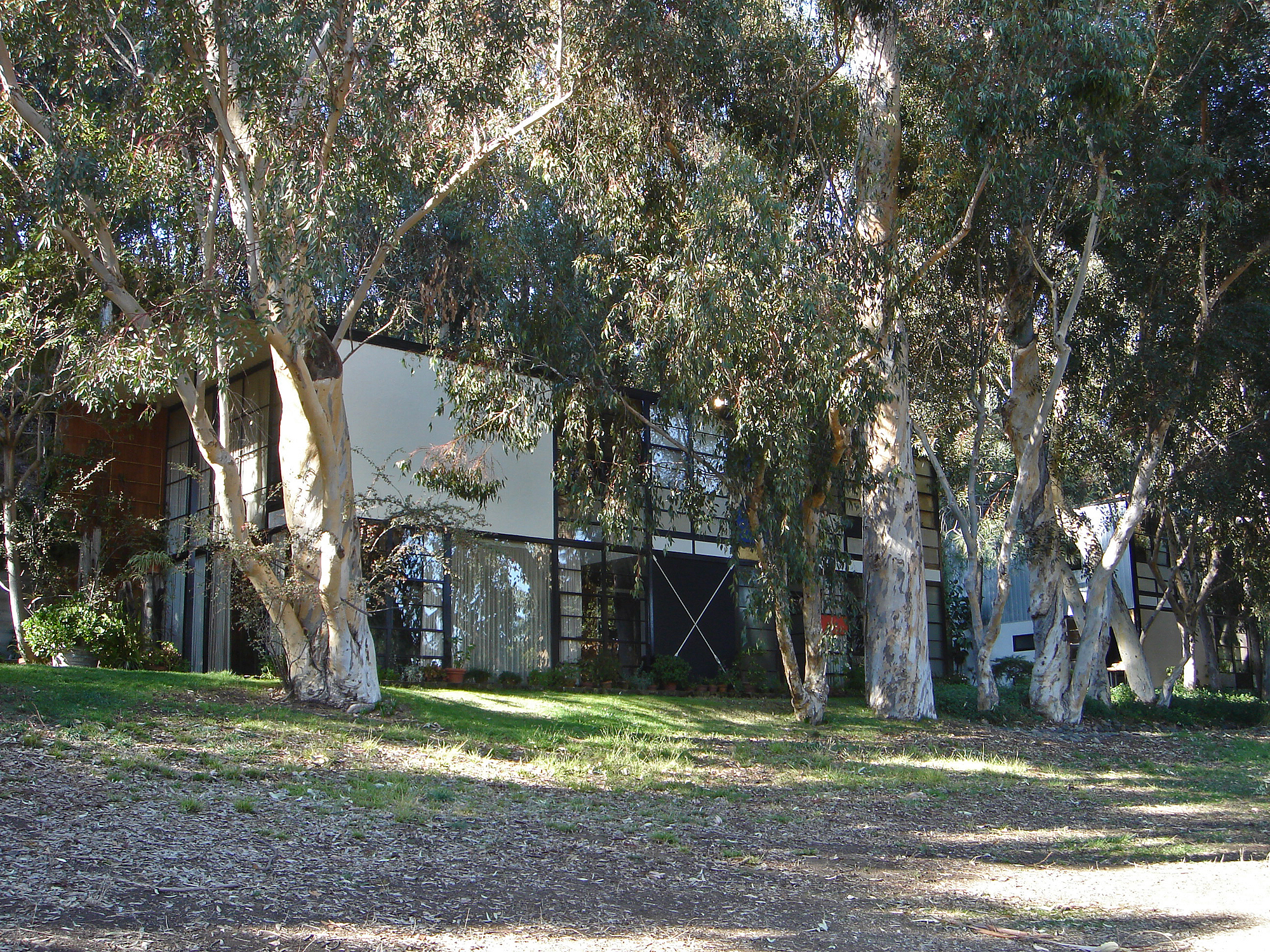
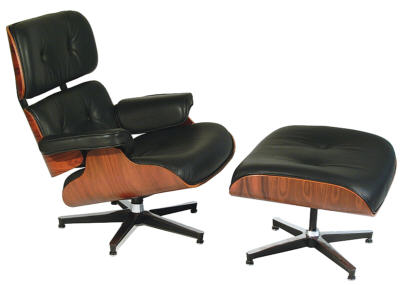
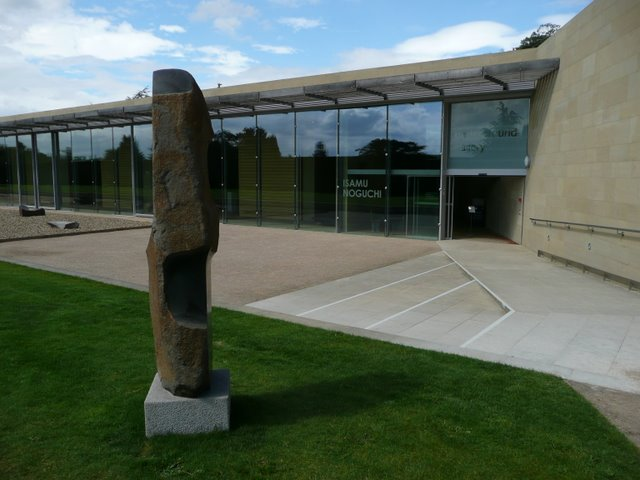
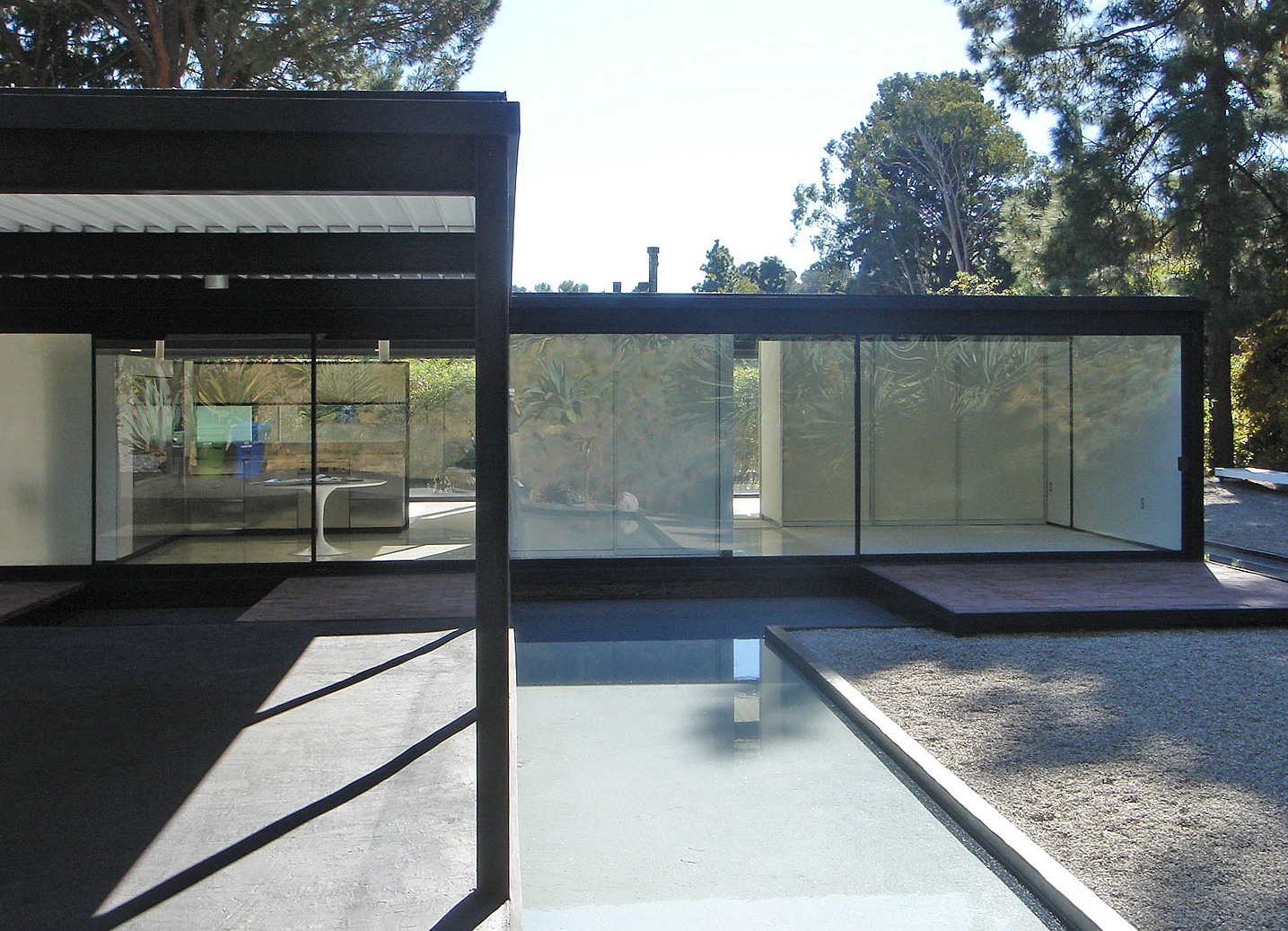
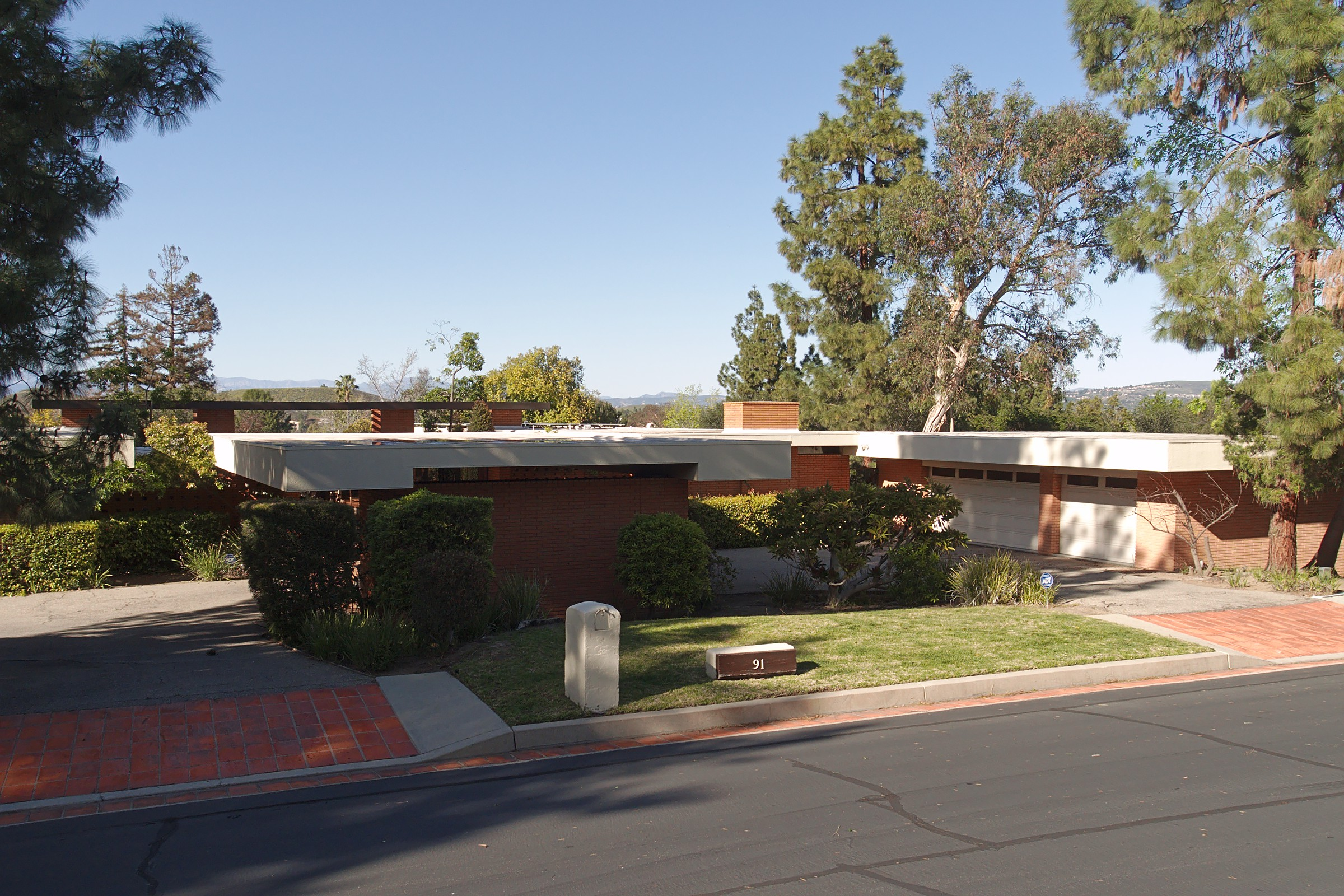
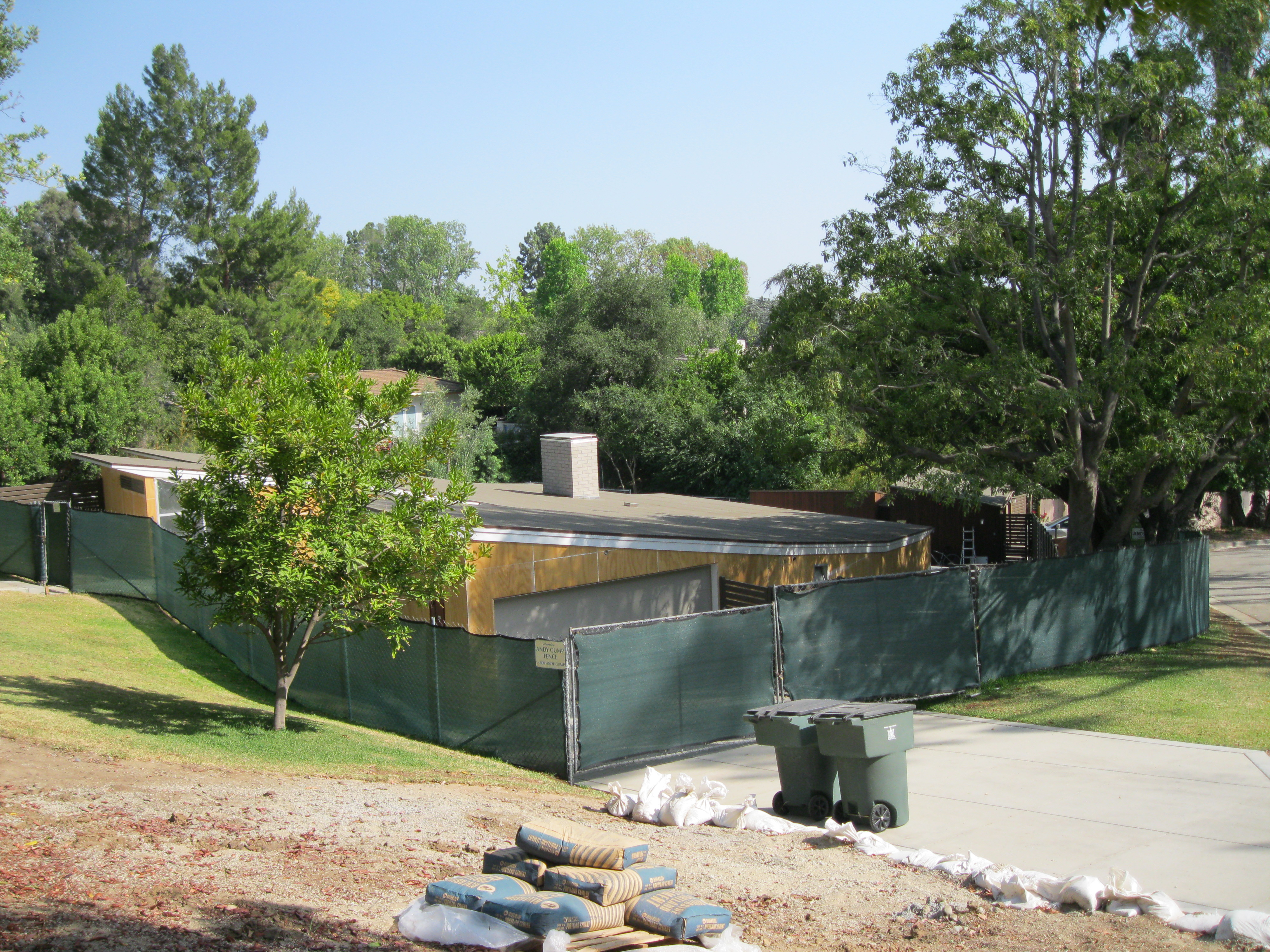
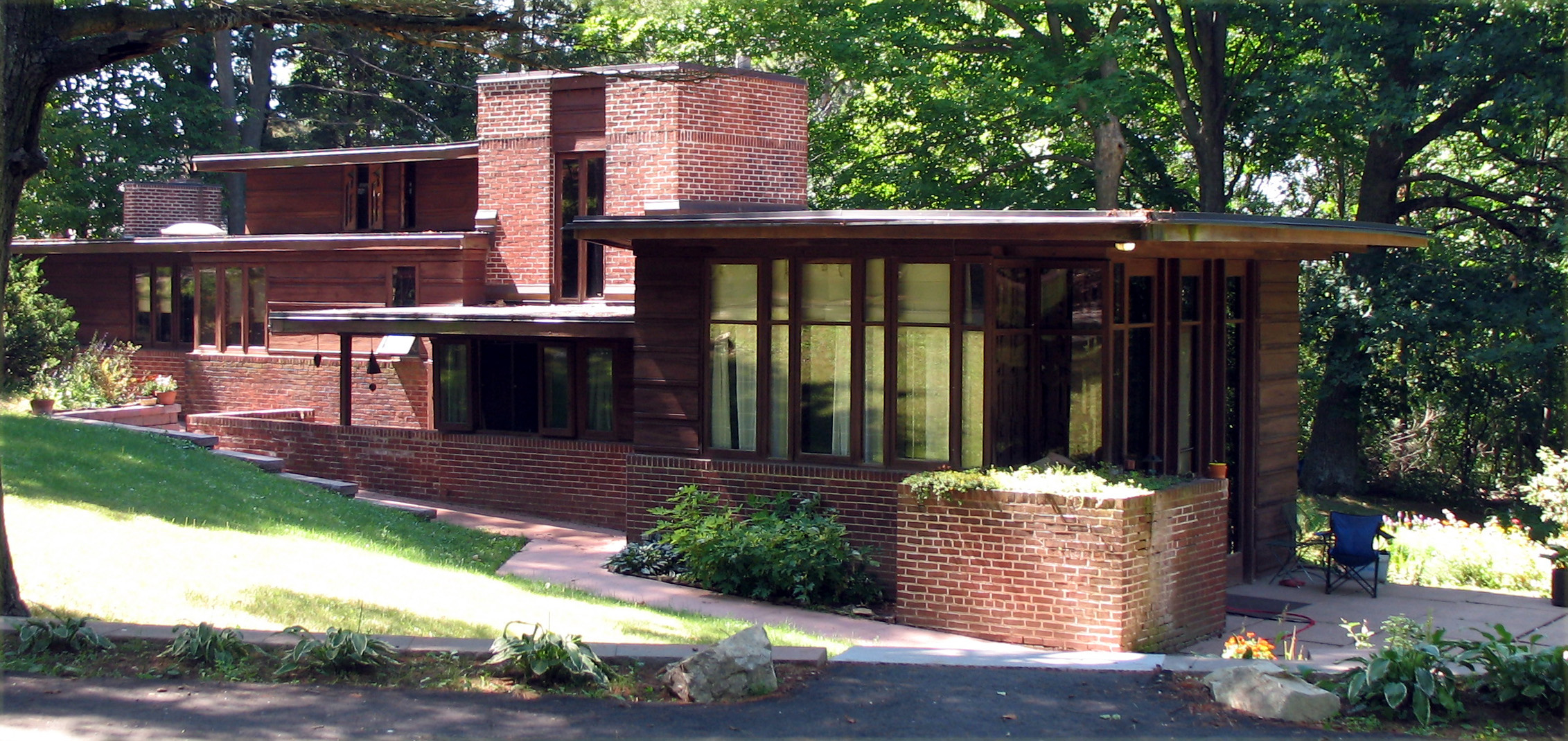
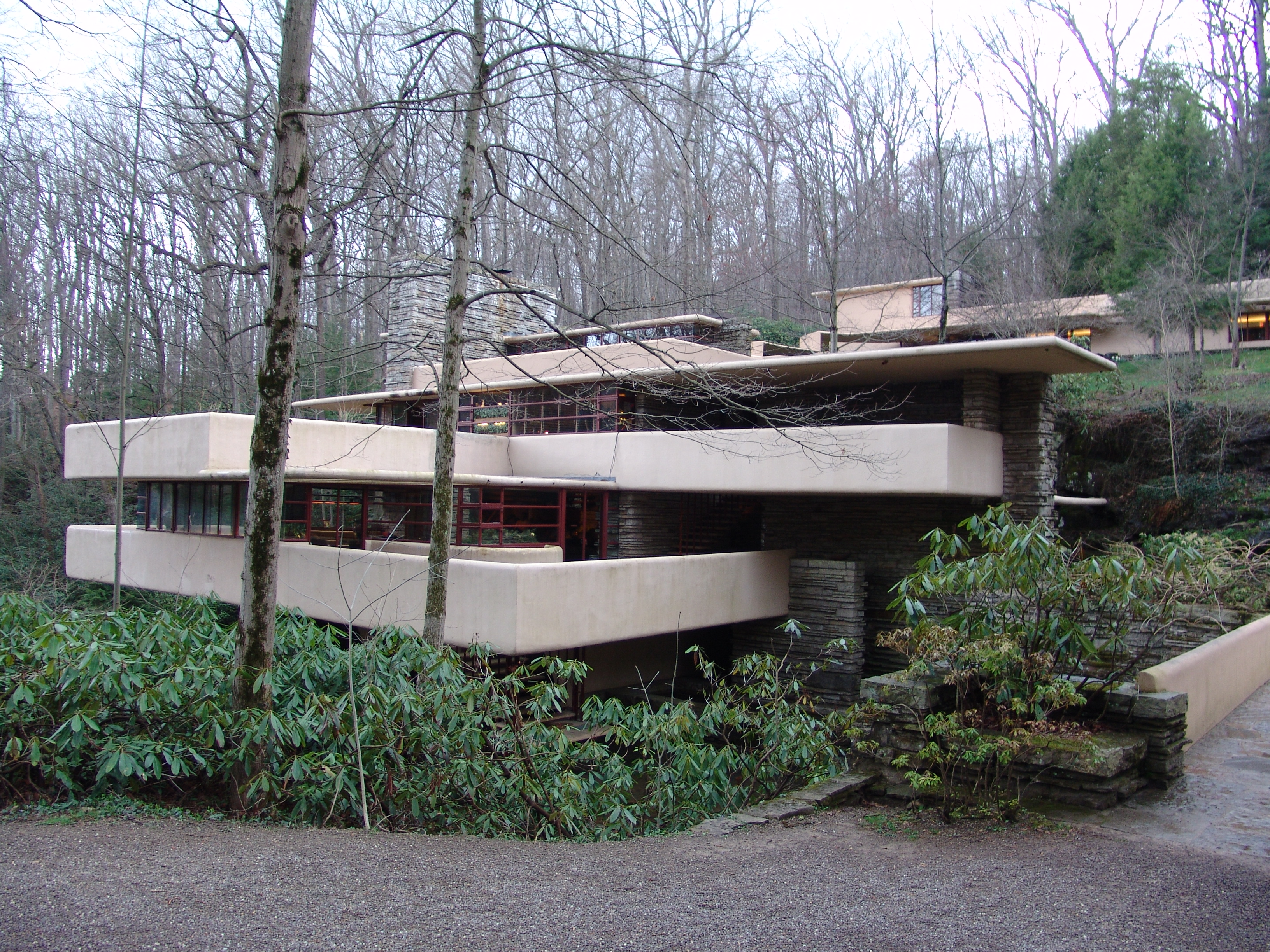
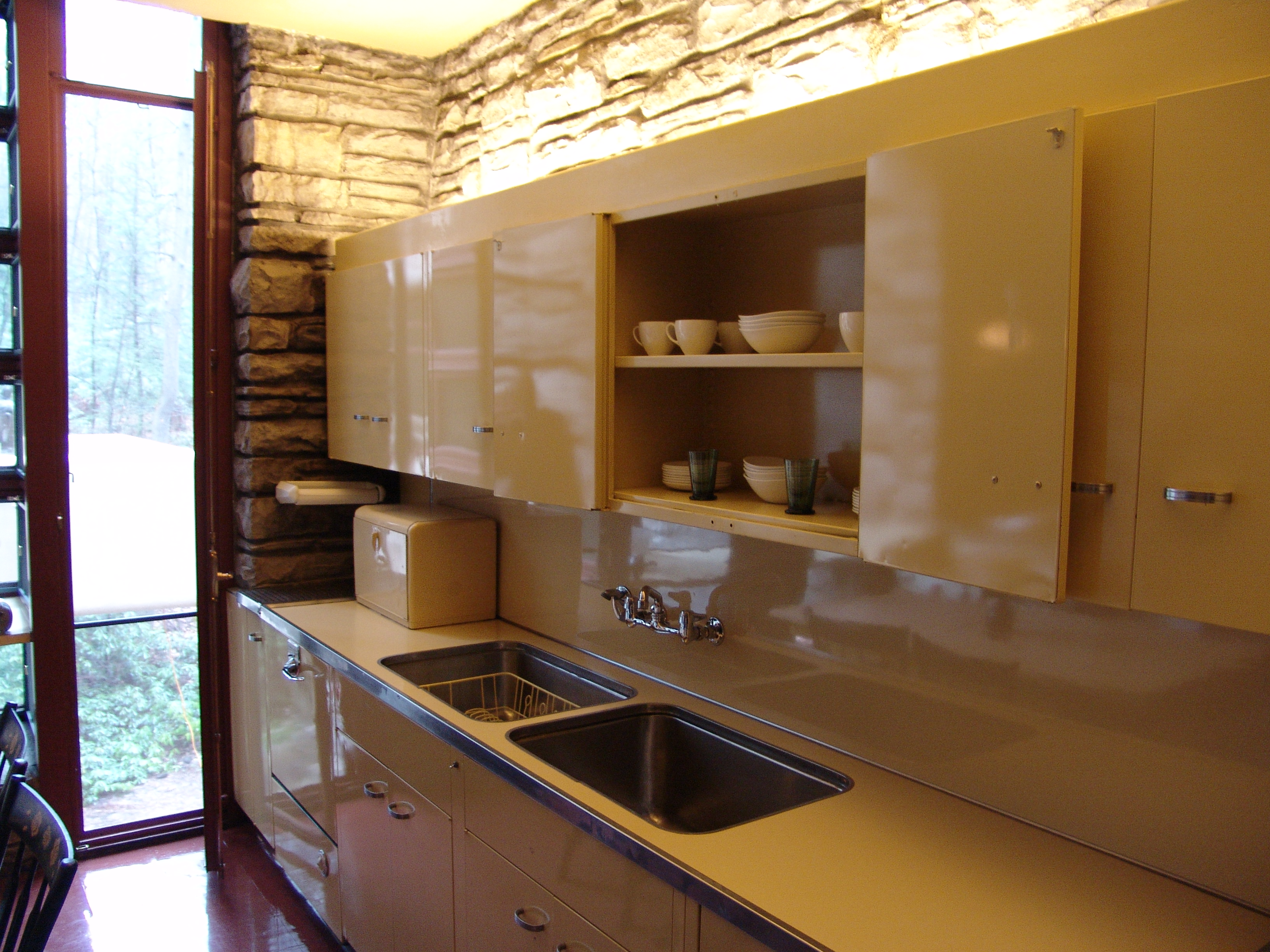
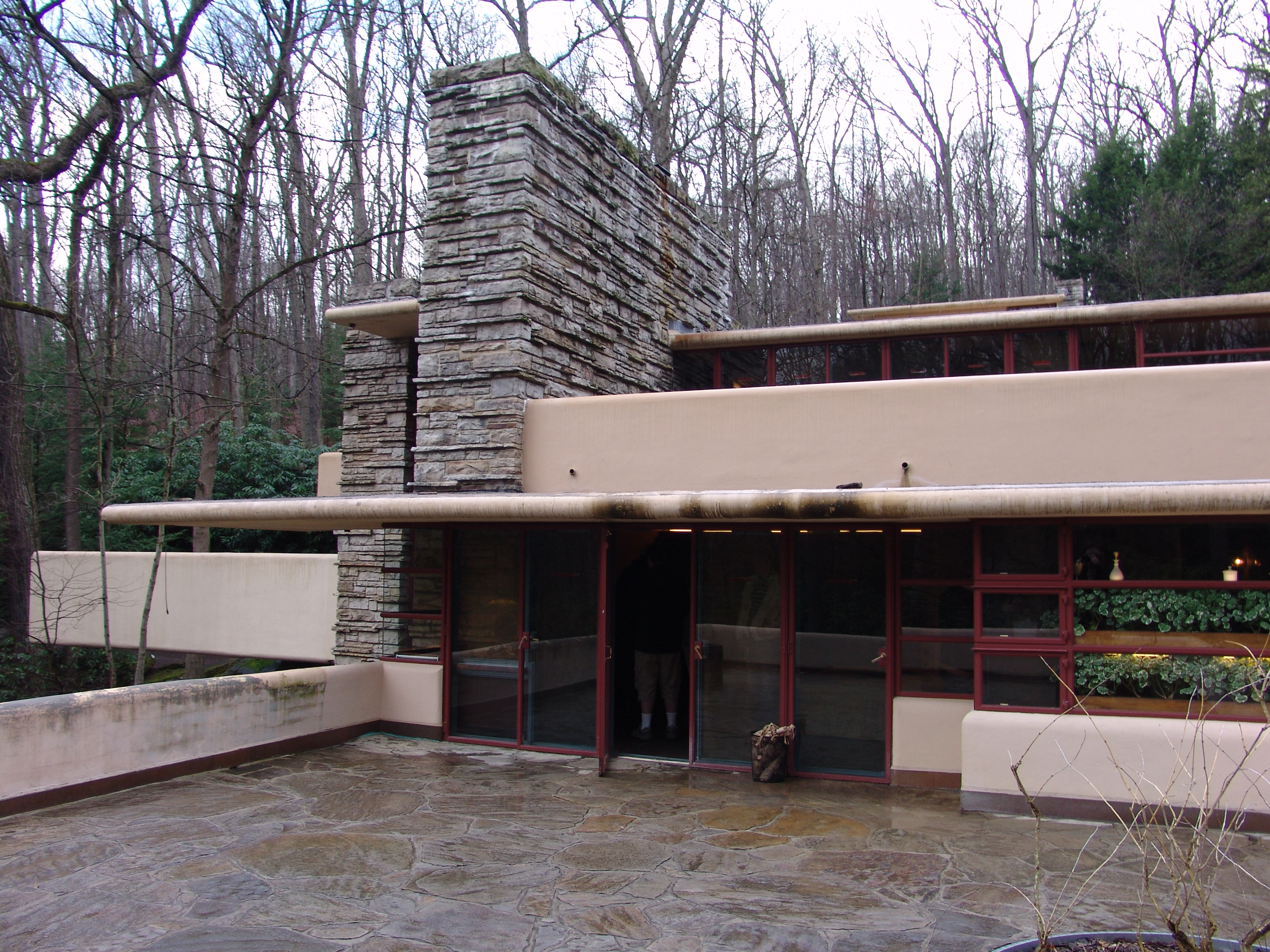
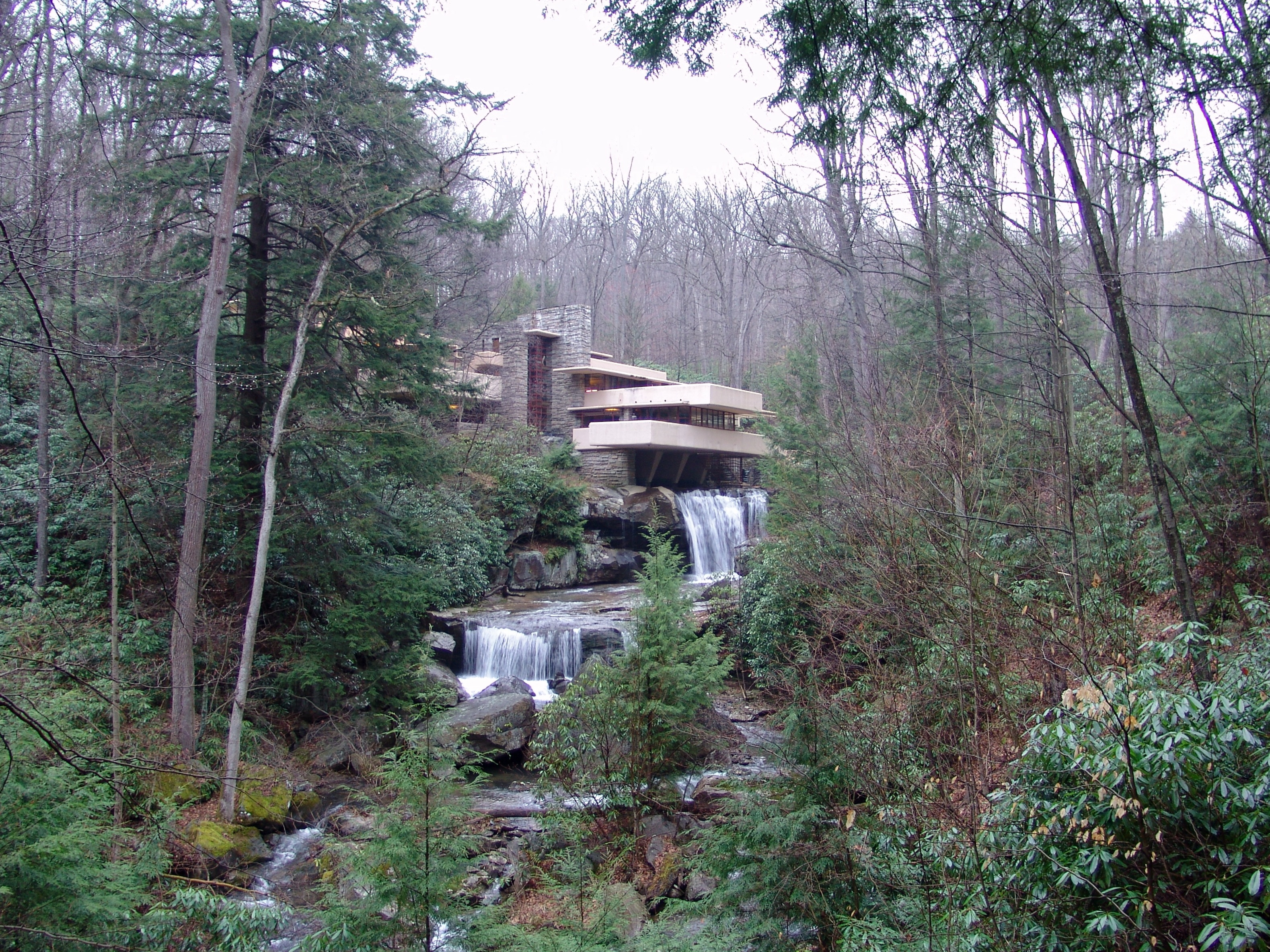
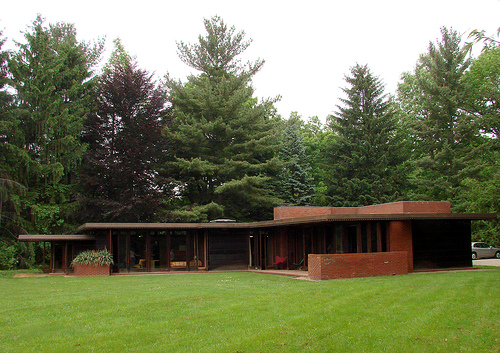
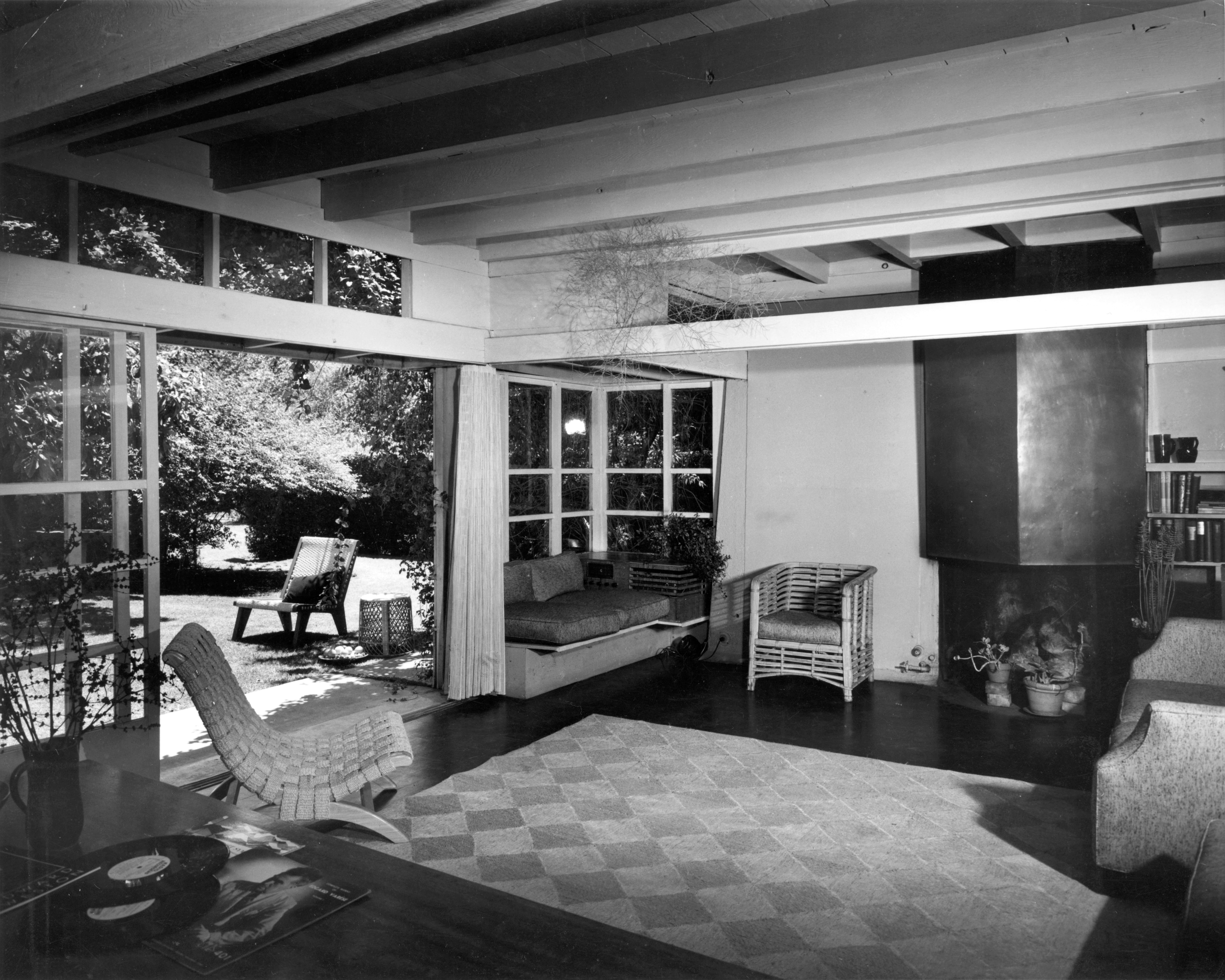
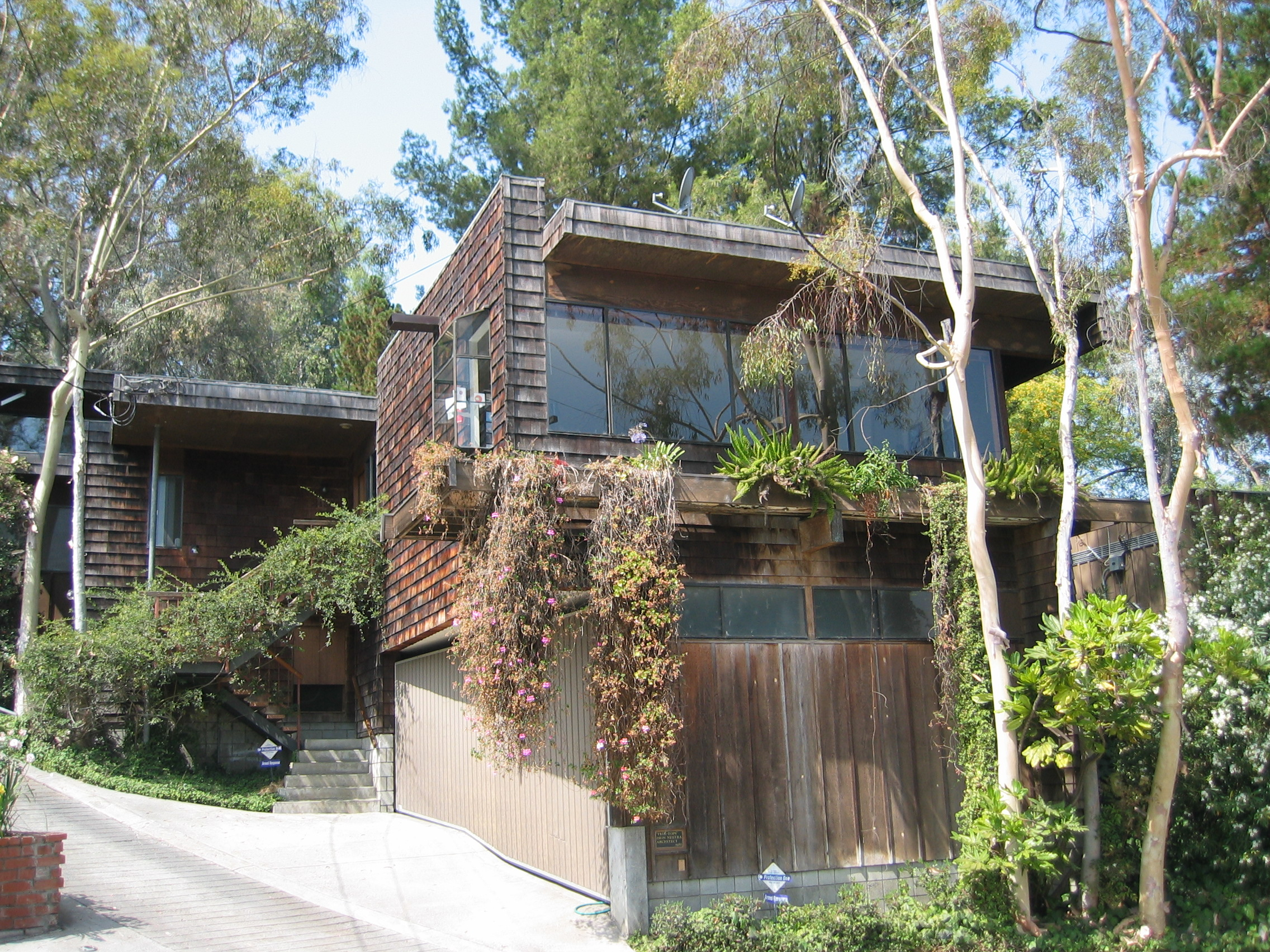
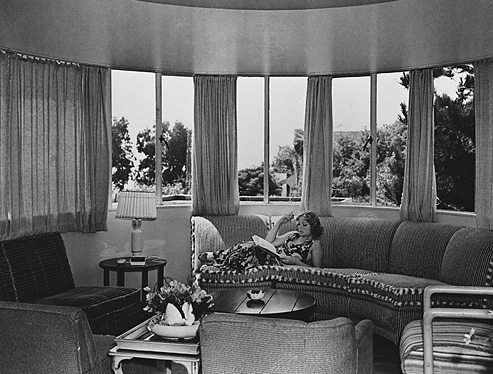
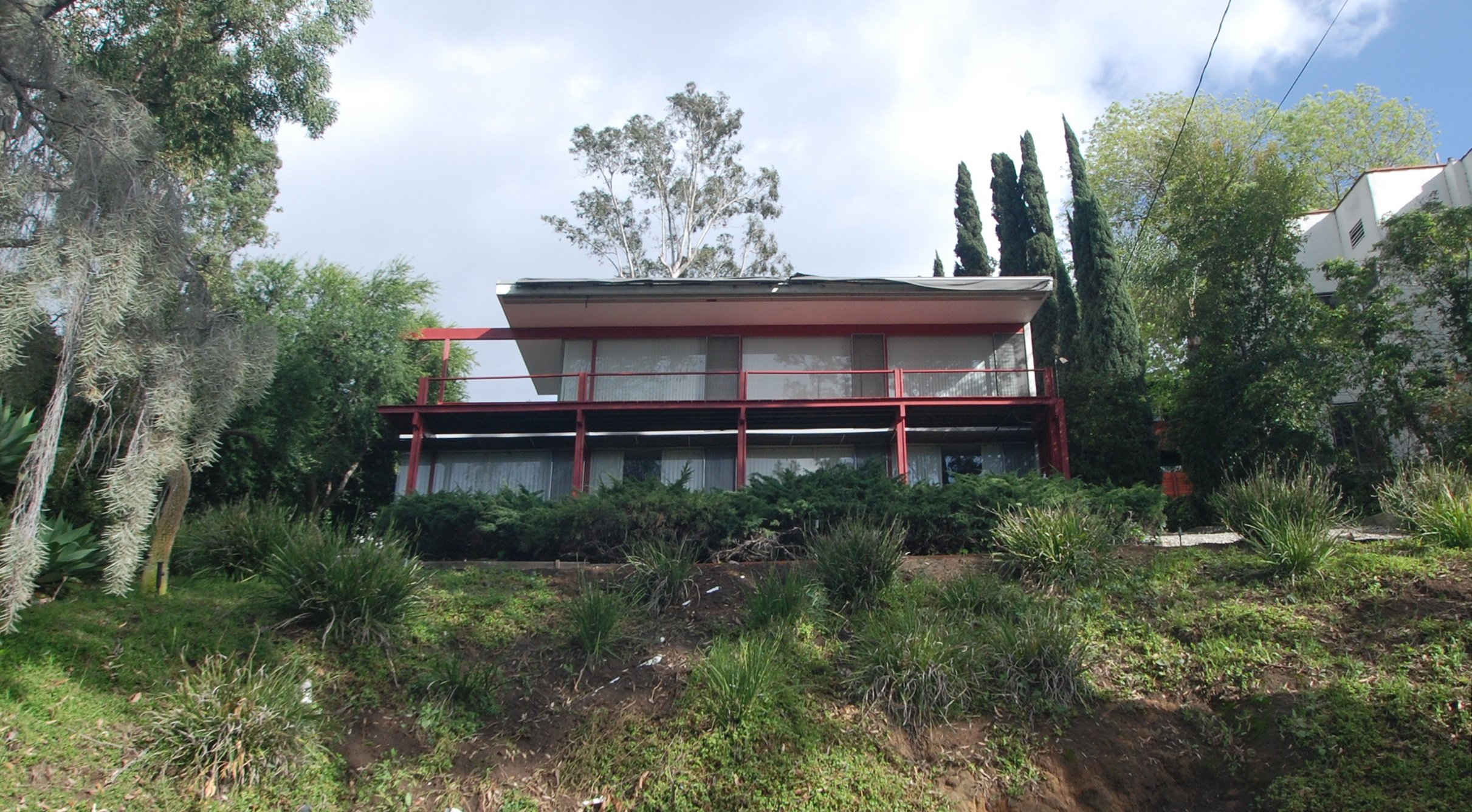
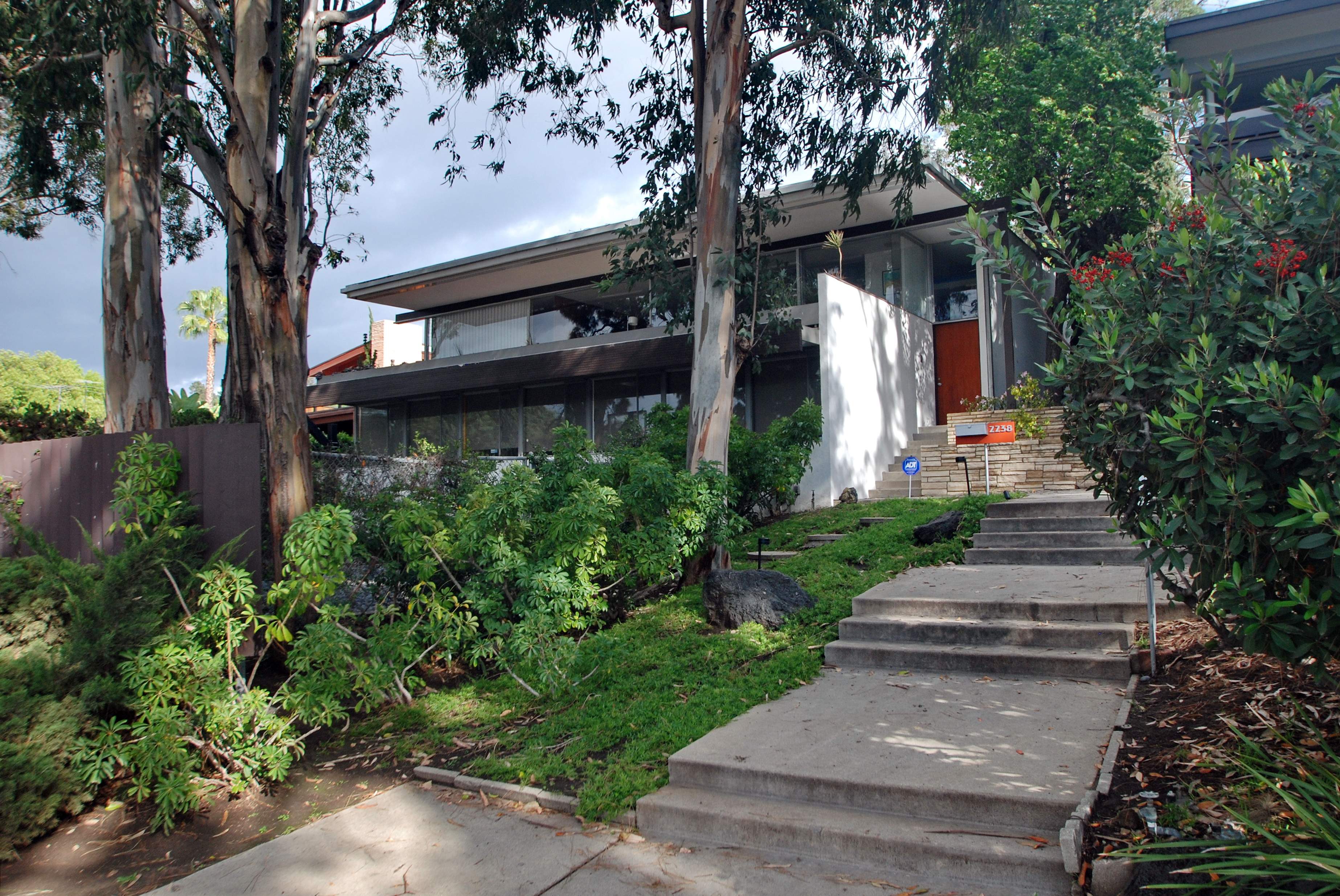
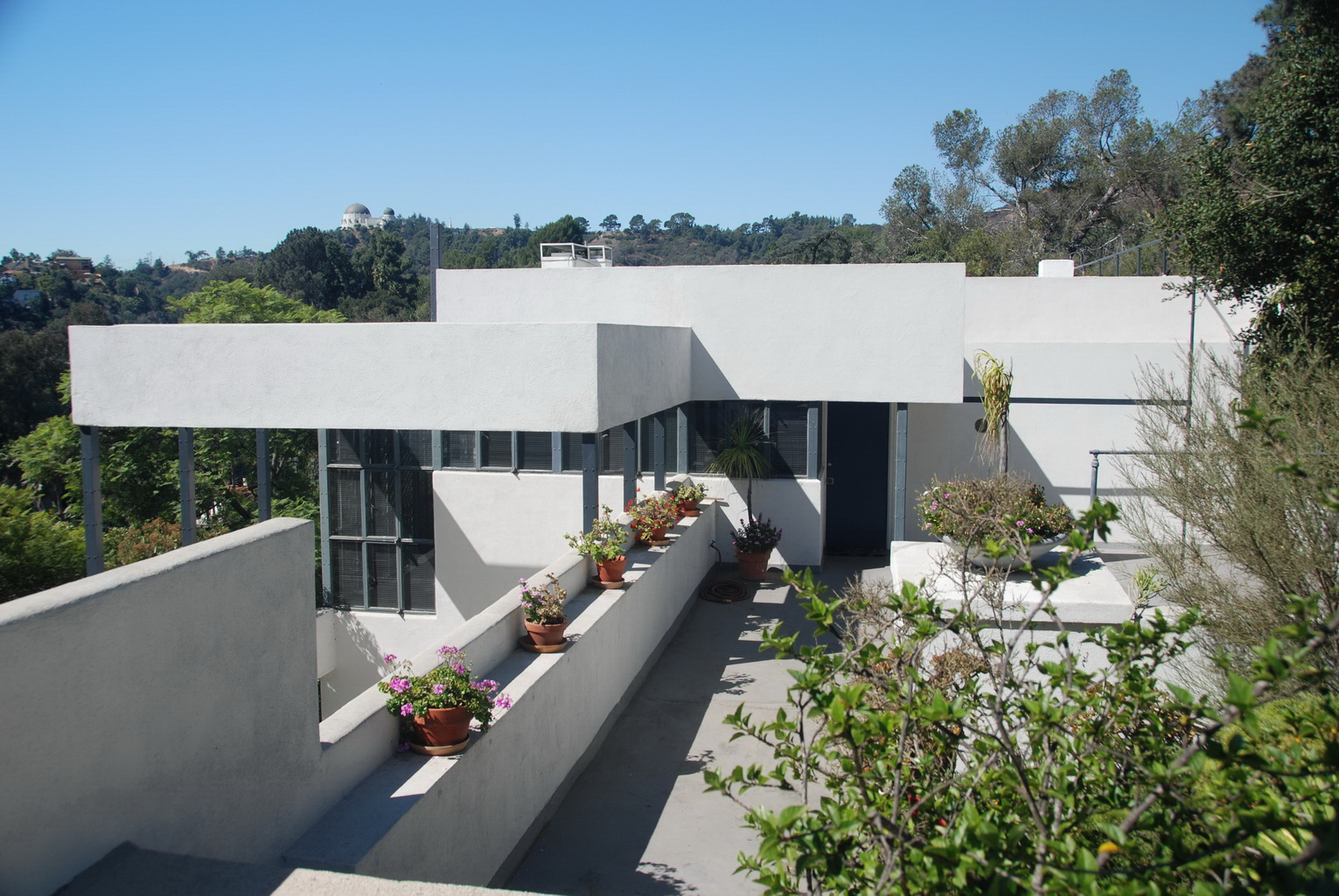
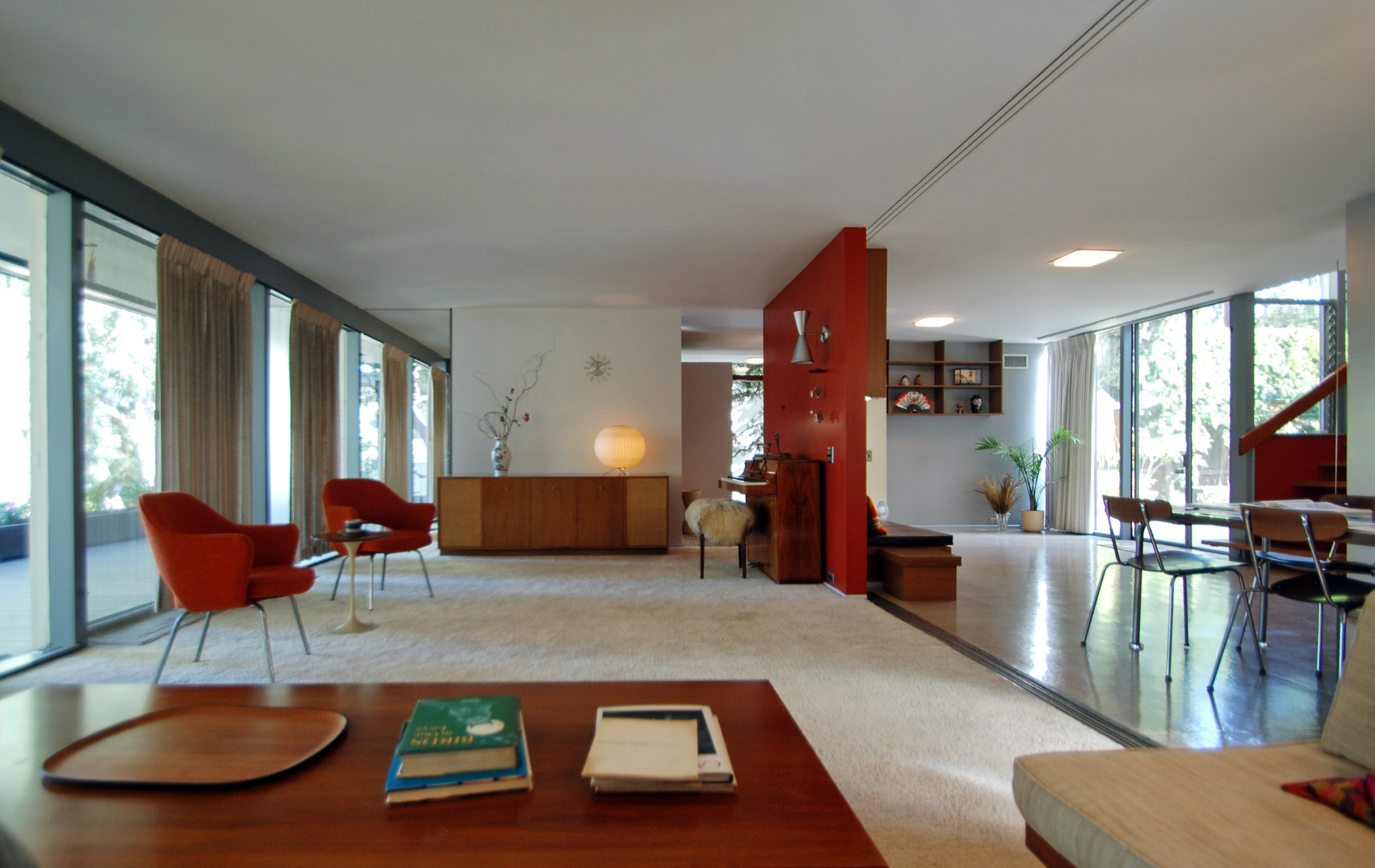
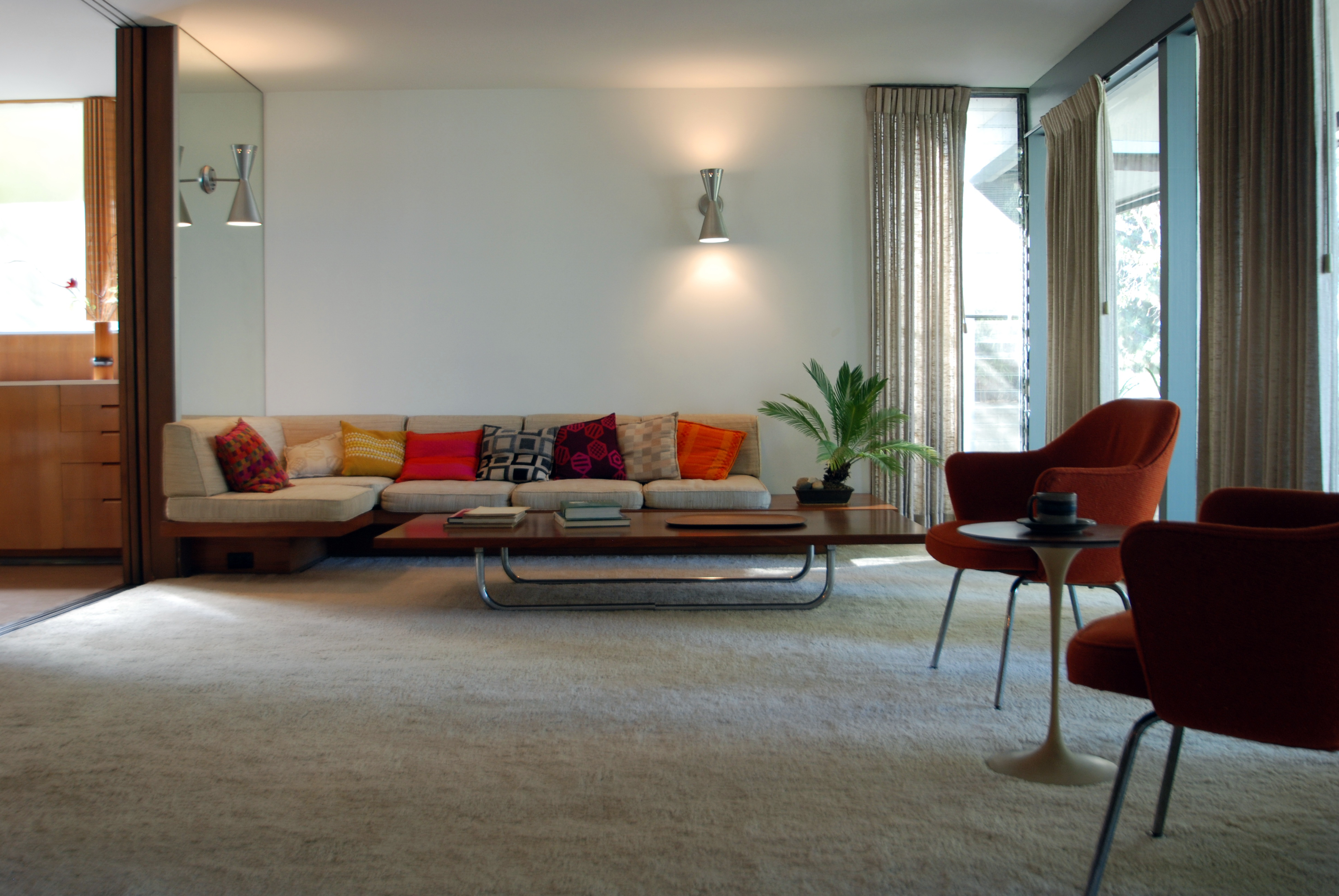
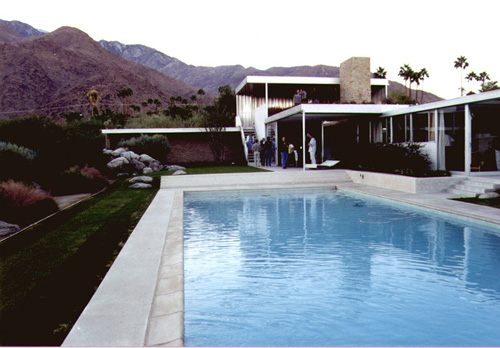
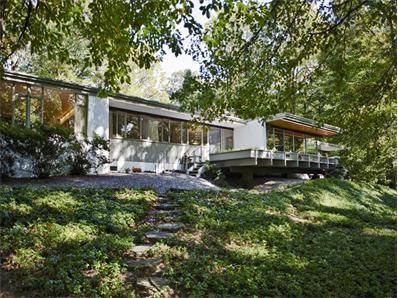
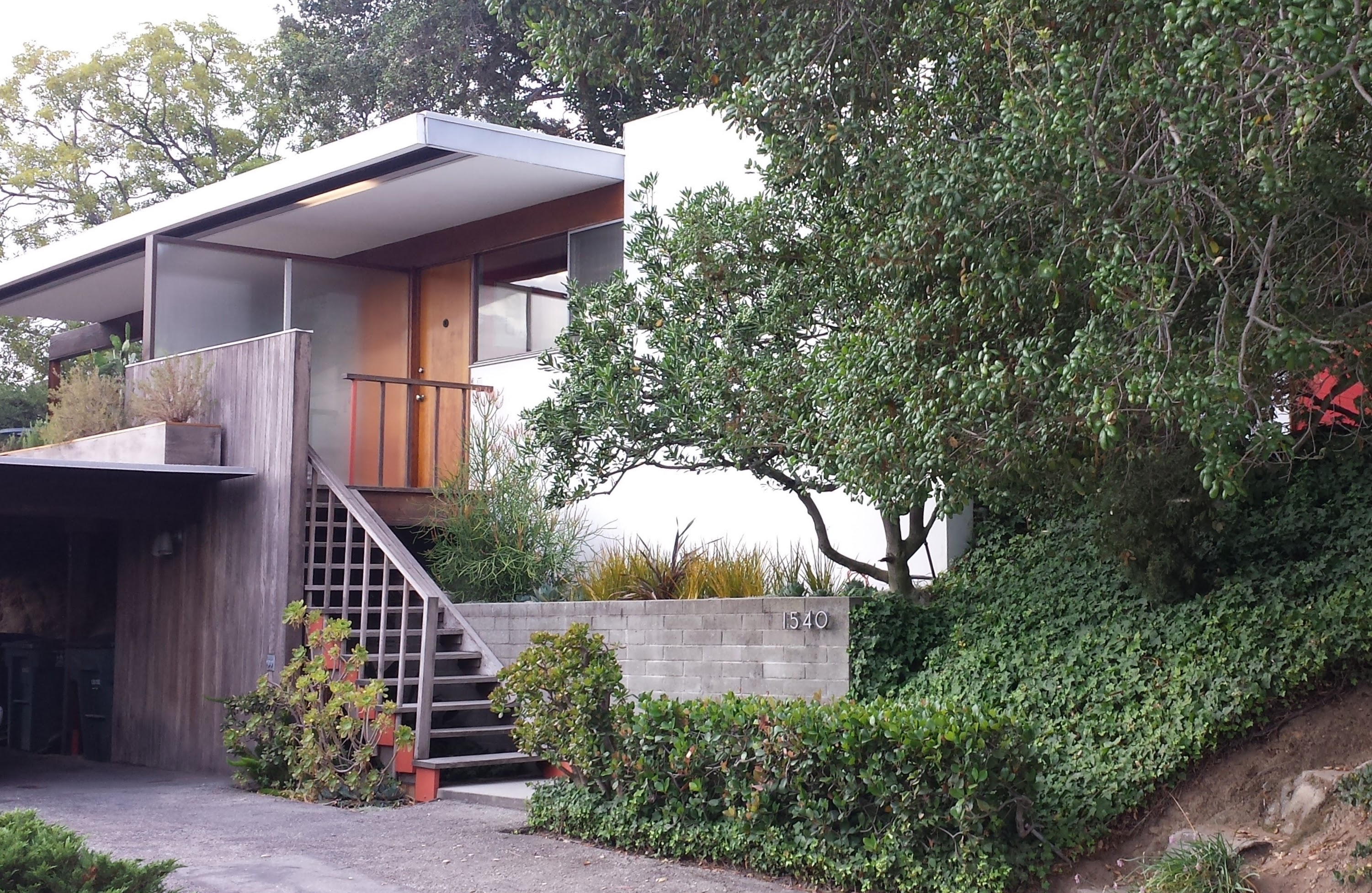
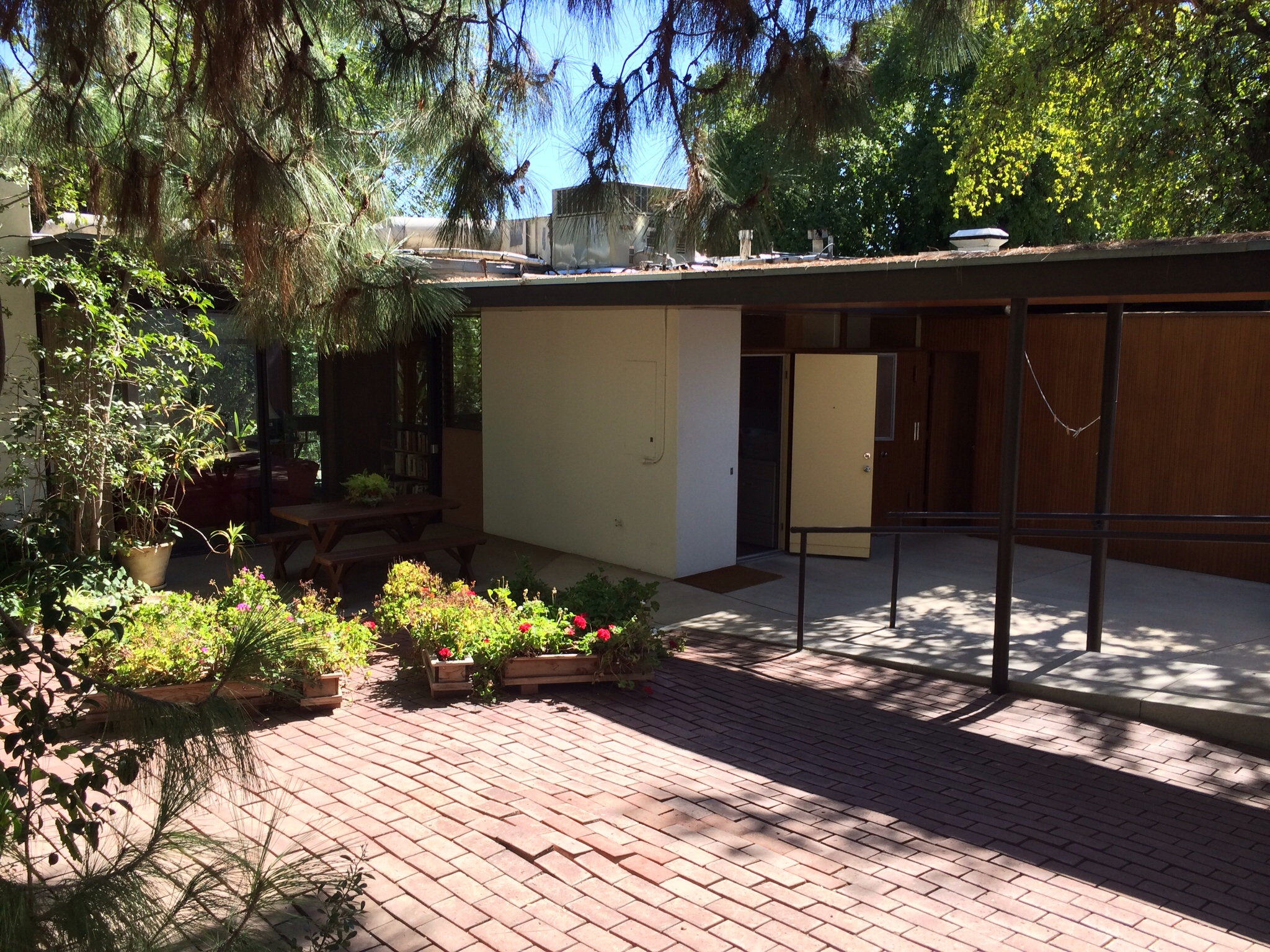
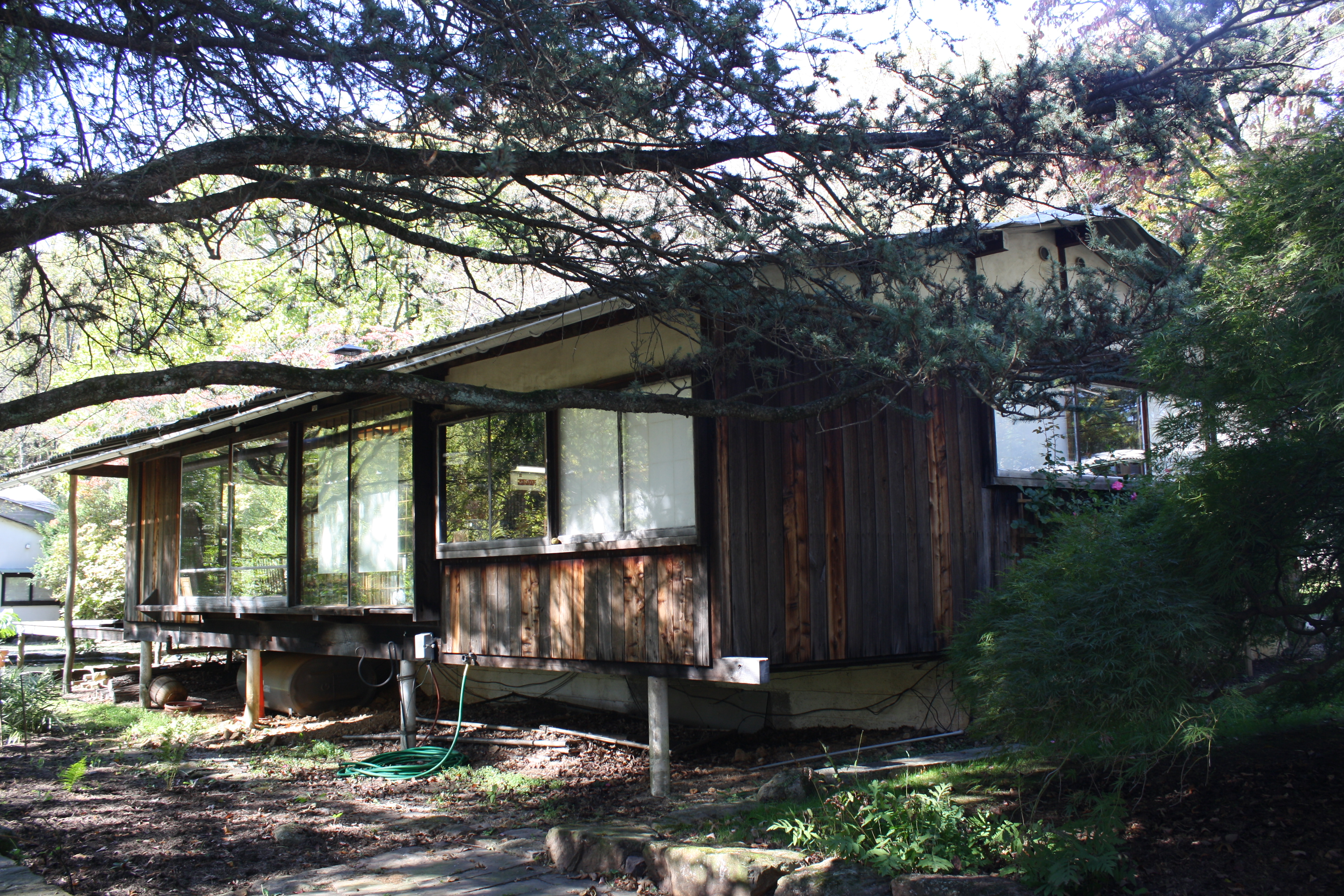
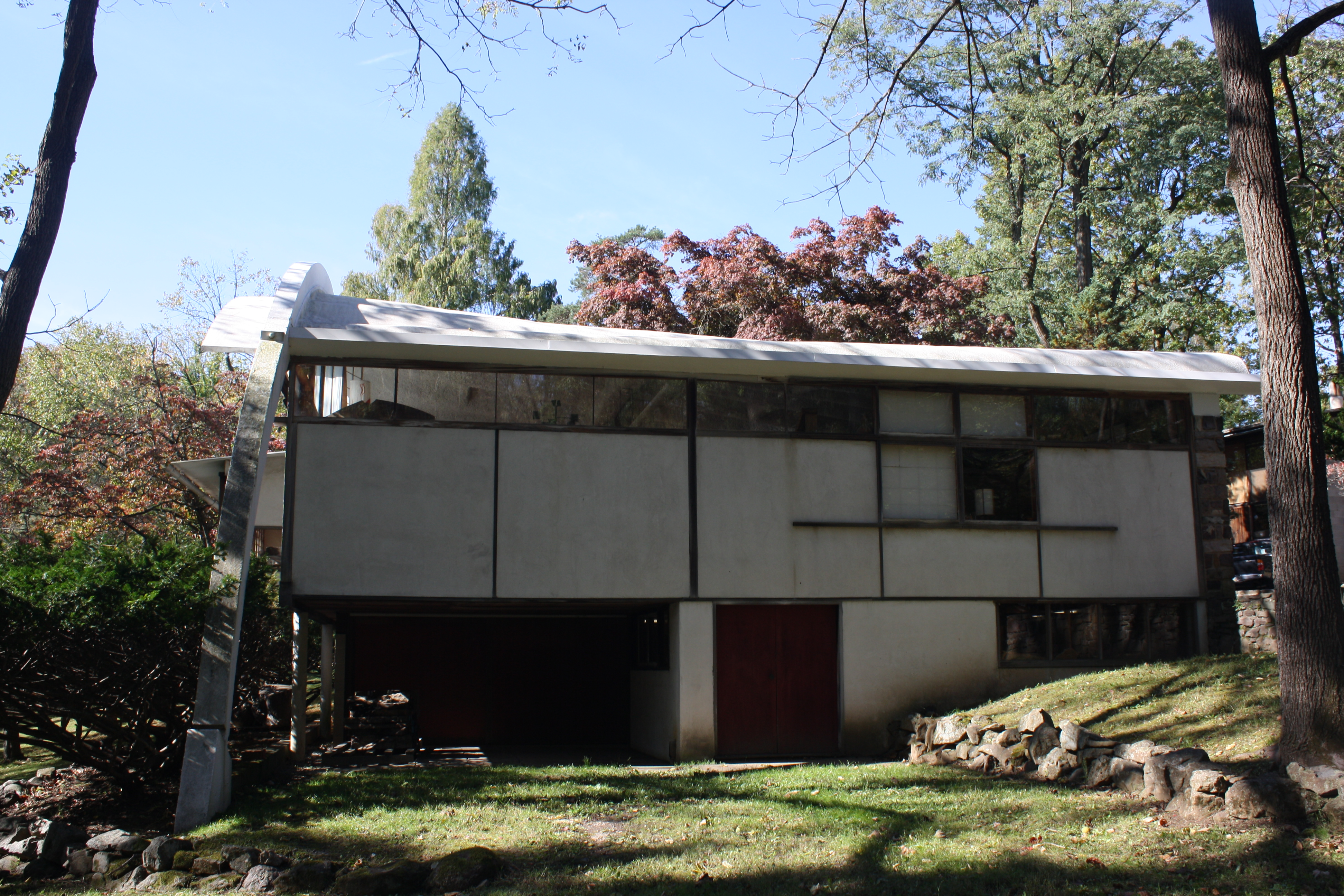
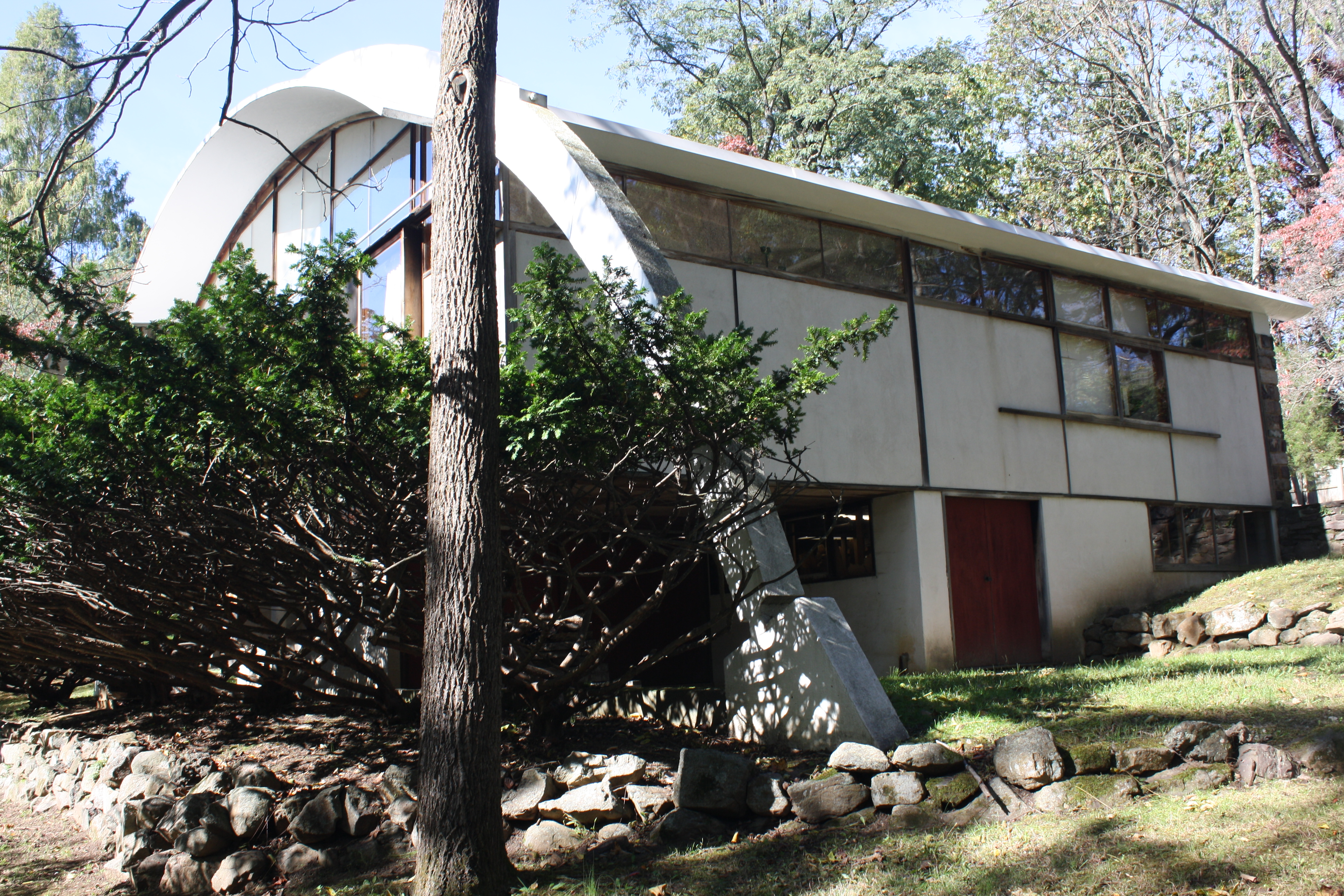
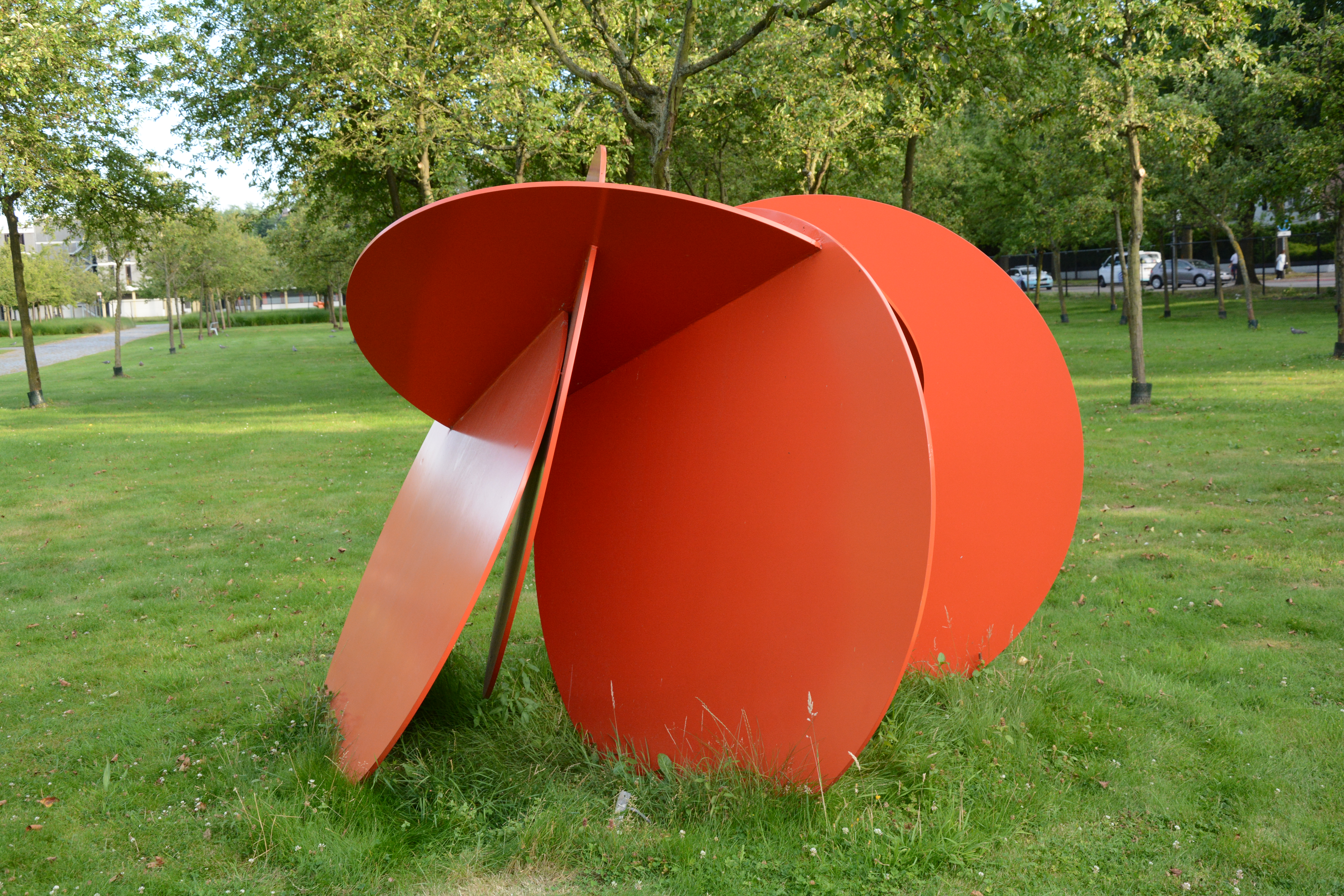